# التسويق في الوقت الصحيح
التسويق في الوقت الصحيح هو منهج يستخدم في التسويق يقوم على اختيار الوقت والمكان المناسب لتقديم الرسالة التسويقية.
وبازدياد عدد البائعين وقنوات التوزيع يطالب العملاء بالزمان والمكان المناسبين لقبول الرسائل ولا يلفت انتباههم سوى الرسائل التي تكون مريحة لهم من ناحية الزمان والكيفية.